# Agnes Kalibata
Bản mẫu:Thông tin nhà sáng tạo
Agnes Matilda Kalibata là một nhà khoa học và nhà hoạch định chính sách nông nghiệp Rwandan, đồng thời là Chủ tịch của Liên minh vì một cuộc cách mạng xanh ở châu Phi (AGRA).. Cô đã từng là Bộ trưởng Bộ Nông nghiệp và Tài nguyên động vật của Rwanda từ năm 2008 đến 2014 và bắt đầu nhiệm kỳ của mình với tư cách là Chủ tịch của AGRA vào năm 2014.

## Thời niên thiếu và học vấn
Kalibata được sinh ra ở Rwanda và lớn lên như một người tị nạn ở Uganda, với cha mẹ là những người chủ doanh nghiệp nhỏ. Cô có bằng cử nhân về côn trùng học và hóa sinh, sau đó là bằng thạc sĩ nông nghiệp, cả hai đều từ Đại học Makerere ở Uganda. Sau đó cô đã nhận được bằng tiến sĩ trong lĩnh vực côn trùng học từ Đại học Massachusetts Amherst. Sau khi tốt nghiệp vào năm 2005, cô thực hiện nghiên cứu tại Viện nghiên cứu nông nghiệp Kawanda với Viện nông nghiệp nhiệt đới quốc tế, hợp tác với Đại học Makerere của Uganda và Đại học Massachusetts.

## Nghề nghiệp
Kalibata từng là Bộ trưởng Bộ Nông nghiệp và Tài nguyên động vật của Rwanda từ năm 2008 đến 2014. Trong suốt nhiệm kỳ của mình, cô đã thúc đẩy việc sử dụng các phương pháp tiếp cận dựa trên khoa học vào nông nghiệp để tăng sản lượng lương thực và cải thiện an ninh lương thực, tập trung vào nông dân gia đình. Cô thực hiện các chính sách, được thiết kế để kết nối nông dân với hàng xóm và khách hàng, cũng như các chương trình hợp tác và các chương trình chia sẻ kinh nghiệm chăn nuôi bò giúp các gia đình sở hữu bò dễ dàng hơn.
Trong sáu năm cô làm Bộ trưởng, tình trạng đói nghèo của Rwanda đã giảm hơn 50%; ngân sách hàng năm của ngành nông nghiệp đã tăng từ dưới 10 triệu USD lên hơn 150 triệu USD; và Rwanda trở thành quốc gia đầu tiên ký hợp đồng theo Chương trình phát triển nông nghiệp toàn diện châu Phi (một sáng kiến của Ủy ban Liên minh châu Phi). Cô đã được ca ngợi bởi nhiều những thành tựu xuất sắc , nhưng một số tổ chức nhân quyền đã chỉ trích các chính sách hỗ trợ tài chính bởi vì chỉ được trao cho những người nông dân theo chính sách đồn điền đổi thửa của Chính phủ Rwanda.
Vào năm 2014, cô đã phục vụ trong một thời gian ngắn với tư cách là Phó hiệu trưởng của Đại học Rwanda vì sự tiến bộ của tổ chức.
Kể từ tháng 9 năm 2014, cô là chủ tịch của Liên minh vì một cuộc cách mạng xanh ở châu Phi (AGRA), một tổ chức do người châu Phi lãnh đạo có nhiệm vụ cải thiện an ninh lương thực và thu nhập của 30 triệu hộ gia đình ở 11 quốc gia châu Phi 2021  bởi, trong số những thứ khác, cung cấp quyền truy cập vào hạt giống và tín dụng tốt hơn.
Kalibata đã giữ nhiều vai trò trong MINAGRI, Bộ Nông nghiệp và Tài nguyên động vật của Rwanda; bà được bổ nhiệm làm Bộ trưởng Thường trực Bộ này vào năm 2006, Bộ trưởng Bộ Nông nghiệp năm 2008 và Bộ trưởng Bộ Nông nghiệp và Động vật năm 2009. Cô cũng đã từng giữ nhiều vị trí khác, bao gồm chủ tịch Hội đồng quản trị của Viện Nông nghiệp và Chăn nuôi và Chủ tịch Trung tâm Nghiên cứu Lâm sàng Quốc gia của Rwanda. Cô phục vụ trong Hội đồng tư vấn của Viện nghiên cứu chính sách thực phẩm quốc tế và quản lý một dự án của Ngân hàng Thế giới ở Rwanda.
Kalibata là thành viên của Hội đồng quản trị của Trung tâm phát triển phân bón quốc tế (IDFC) từ năm 2008, nơi cô làm chủ tịch Ủy ban châu Phi của ủy ban và là thành viên của Ủy ban điều hành và kiểm toán của họ. Cô cũng là thành viên của nhiều hội đồng quốc gia và quốc tế bao gồm Đại học Rwanda, Năng lực rủi ro châu Phi, Hội đồng chương trình nghị sự toàn cầu của Diễn đàn kinh tế thế giới, Ủy ban thích ứng toàn cầu và Hội đồng chuyên gia về an ninh lương thực và nông nghiệp Malabo Montpellier.
Kalibata là người ủng hộ mạnh mẽ cho bình đẳng giới ở Rwanda, nhấn mạnh lợi ích kinh tế của việc khuyến khích phụ nữ đóng vai trò công khai hơn trong xã hội khi Rwanda phục hồi kinh tế sau cuộc diệt chủng Rwandan năm 1994 đã giết chết 800.000 người trong ba tháng và khiến dân số Rwanda mất 60%.

## Danh hiệu và Giải thưởng
Năm 2012, Kalibata đã được trao Giải thưởng Yara (nay gọi là Giải thưởng Thực phẩm Châu Phi), công nhận một cá nhân hoặc tổ chức xuất sắc dẫn đầu nỗ lực thay đổi thực tế canh tác ở Châu Phi.
Năm 2018, Đại học Liege, Bỉ đã trao cho cô một bằng tiến sĩ danh dự cho vai trò lãnh đạo xuất sắc (2018).
Cô là người nhận Huân chương Phúc lợi Công cộng NAS 2019: được Viện Hàn lâm Khoa học Quốc gia mô tả là giải thưởng uy tín nhất, huy chương này được trao hàng năm cho một nhà khoa học sử dụng khoa học vì lợi ích cộng đồng.